# 江間史明
江間 史明（えま ふみあき、1960年 - ）は日本の教育学者。山形大学教授。研究テーマは、教育学・社会科教育学。
静岡県生まれ。早稲田大学教育学部卒、東京大学大学院教育学研究科博士課程単位取得退学。近畿大学講師、山形大学助教授を経て、現在、山形大学大学院教育実践研究科教授。
| スタブアイコン | サブスタブ | この項目は、まだ閲覧者の調べものの参照としては役立たない、人物に関連した書きかけの項目です。この項目を加筆・訂正などしてくださる協力者を求めています（P:人物伝/PJ:人物伝）。 |